# Aka-Bo
Aka-Bo eller Bo är ett utdött andamanesiskt språk som tillhörde gruppen av nordliga storandamanesiska språk. Det talades på östra centralkusten på Norra Andamanerna och på North Reef Island. Den sista talaren avled i februari 2010.